# ییل (واشینگتن)
ییل (به انگلیسی: Yale) یک منطقهٔ مسکونی در ایالات متحده آمریکا است که در شهرستان کائولیتز، واشینگتن واقع شده‌است. ییل ۱۳۵٫۹۴ متر بالاتر از سطح دریا واقع شده‌است.